# 慣性航法装置

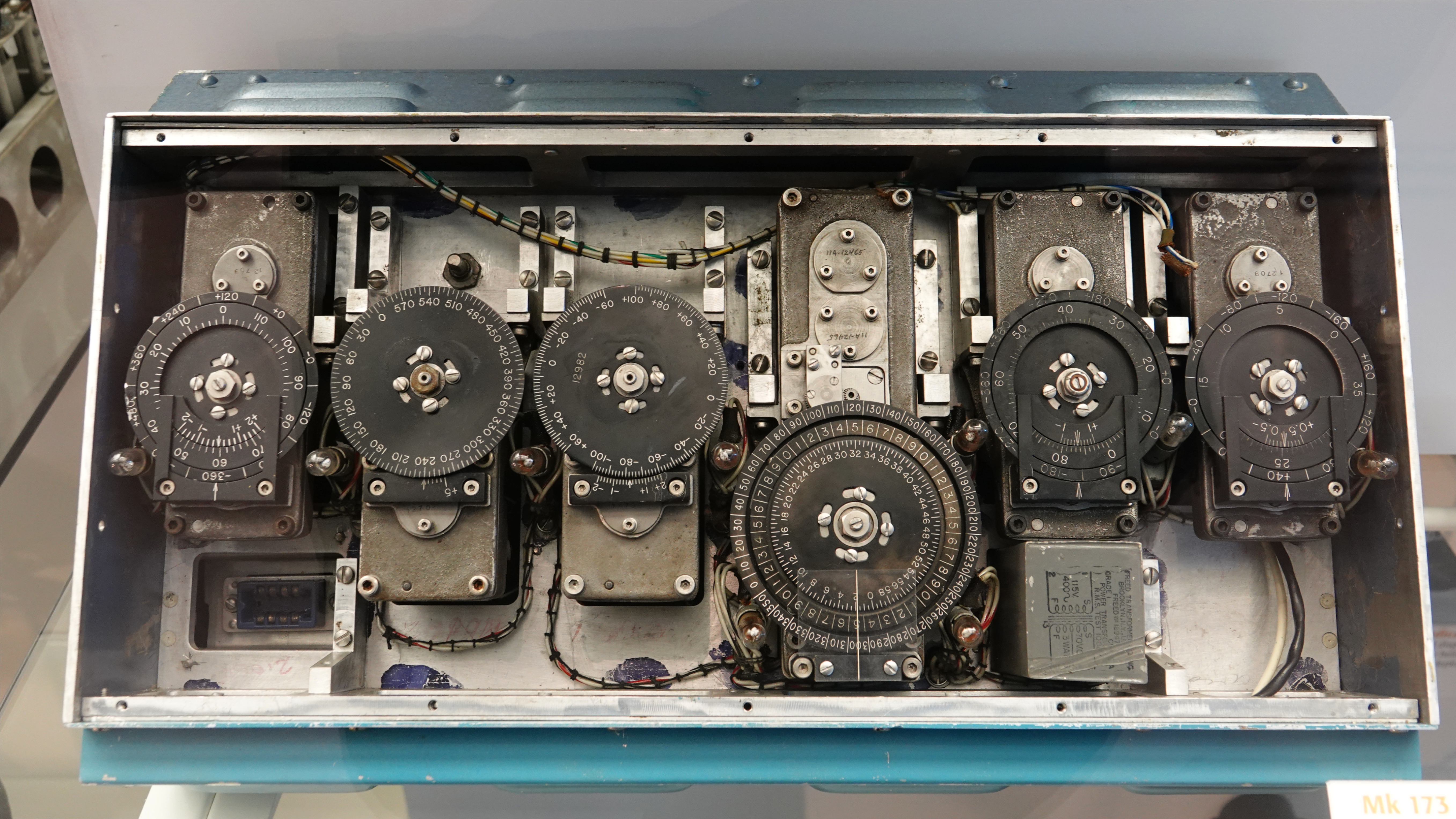
マサチューセッツ工科大学で開発された1950年代の慣性航法制御。

慣性航法装置（かんせいこうほうそうち、英: Inertial Navigation System, INS）は、潜水艦、航空機やミサイルなどに搭載される装置で、外部から電波による支援を得ることなく、搭載するセンサ（慣性計測装置、英: Inertial Measurement Unit, IMU、Inertial Navigation Unit; INU, Inertial Guidance Unit; IGU, Inertial Reference Unit; IRUなども使用される）のみによって自らの位置や速度を算出する。慣性誘導装置（英: Inertial Guidance System, IGS）、慣性基準装置（英: Inertial Reference System, IRS）などとも呼ばれる。

## 解説
本装置の原理は、加速度計で検出する加速度を積分することで速度を、速度を積分することで距離を求める一方、ジャイロで方角を検知し、移動距離と方角のベクトルを細分点ごとに合成してゆくことにより、起点からの移動距離を算出する。起点の静止位置を入力すれば、移動し始めても自機の位置と速度を常に計算して把握できる。
悪天候や電波妨害の影響を受けないという長所を持つが、長い距離を移動すると誤差が累積されて大きくなるという特徴があるので、グローバル・ポジショニング・システム (GPS) や距離測定装置、超短波全方向式無線標識による補正を加えて使用する。ドップラー・レーダー航法装置、無指向性無線標識、天測航法などを補助的に使用することもある。
構造としては、機械式ジャイロを使用した安定台（プラットホーム）の上に加速度計が設置されている構造となっており、それにより方角と加速度を検出し、それらを内蔵されたコンピュータが自動で連続的に計算することにより、速度、現在位置、進行方向などの航法上必要な情報を出力する。また、安定台に使用されている機械式ジャイロをレーザジャイロに置き換え、ジャイロの機械的な回転部分と安定台を無くし、機械式ジャイロで使用されているジンバルによる加速度への影響を受けることなく、重量、体積、消費電力を改善したストラップ・ダウン方式の慣性基準装置 (IRS) が航空機において開発されている。
INSとIRSの根本的な違いはジャイロの構造ではなく、航法能力の有無であり、航法能力を持たないIRSは飛行管理装置 (Flight Management System, FMS) と組み合わせることを前提として開発され、航法はFMSが受け持つことになる。
レーザージャイロが実用化されていなければ、機械式ジャイロのIRSが使われていた可能性もあった。
なお、ドップラー・レーダー航法装置だけでも独力で航空航法を行うことは可能であるが、確実な地面のレーダー感知が前提であり、電磁波の散乱・クラッタによる誤差が存在する（特に海面では顕著である）ため、旅客機などでは補助的な使用以外ではあまり用いられず、慣性航法装置が主要な装置となる。
慣性航法装置やドップラー・レーダー航法装置など、外部の施設に依存しないで独力で航法を行える装置を総じ、自蔵航法装置、自立（自律）航法装置などと呼ぶ。